# 哈利法克斯爆炸
哈利法克斯爆炸發生在1917年12月6日，加拿大新斯科舍省哈利法克斯，法國貨船勃朗峰號滿載炸藥，與挪威船舶SS伊莫在連接哈利法克斯港與貝德福德窪地的海峽相撞。勃朗峰號上發生火災，大約二十分鐘後船上的炸藥爆炸，摧毀哈利法克斯列治文區，並觸發18米高海嘯。大約有2000人死於海嘯，火災和建築物倒塌，近9000人受傷。哈利法克斯爆炸是核武器發展前最大的人造爆炸，約2900噸TNT炸藥当量。1918年5月，達爾豪西大學教授霍華德·L.布朗森估計爆炸約2400噸TNT炸藥当量。
勃朗峰号货船奉法国政府命令，将货物从纽约市途径哈利法克斯运往法国的波尔多。大约在当天上午8点45分，勃朗峰号以一节的速度与挪威货船SS伊莫号相撞，该船由比利时救济委员会租用，前往纽约接運救济物资。由于撞击使得勃朗峰号上存放在甲板上的装有苯的桶泄露，泄露出的苯蒸汽又被撞击产生的火花点燃，导致了船上迅速燃起了大火。在大约燃烧了20分钟后，大火引发了爆炸。
事後有目擊者指出見到附近有德国潛艇的潛望鏡，故有傳為德軍偷襲，但此事無法証實，也隨德国戰敗而不了了之。但二戰時加拿大海軍卻曾在附近擊沉另一德軍潛艇，亦因此此事為德軍偷襲的傳言仍流傳在該地。

## 背景
在哈利法克斯港两边有两座城市，西岸为哈利法克斯，东岸为达特茅斯。到1917年，哈利法克斯港已成为前往英国和法国商船船队的主要集结点。哈利法克斯港是英国皇家海军在北美最重要的基地之一，同时也是战时贸易中心，因此哈利法克斯曾经在一战期间十分繁荣。
1880年，哈利法克斯深水码头竣工，这增加了海上贸易量，也促进了地区的发展。但由于1885年加拿大太平洋铁路的建成，使得当地企业难以与加拿大中部企业进行竞争，当地开始出现经济衰退的现象。英国驻军于1905年底和1906年处陆续离开这座城市。1907年，港口被出售给加拿大，开始成为加拿大造船厂。该船坞于1910年成立后开始成为加拿大皇家海军的指挥中心。
在第一次世界大战爆发之前，加拿大政府开始对港口建设进行投资。第一次世界大战的爆发也使得哈利法克斯重新崛起。由于加拿大皇家海军几乎没有自己的适航船只，英国皇家海军决定，重新采用哈利法克斯港口作为其在北美东岸的行动基地，从而达到维护大西洋贸易航线的目的。1915年，也就是战争爆发的第二年，哈利法克斯港正式开始由加拿大皇家海军接管。到1917年，哈利法克斯舰队变得空前壮大。